# Anini-Y
Anini-Y è una municipalità di quinta classe delle Filippine, situata nella Provincia di Antique, nella Regione del Visayas Occidentale.
Anini-Y è formata da 23 baranggay:
- Bayo Grande
- Bayo Pequeño
- Butuan
- Casay
- Casay Viejo
- Iba
- Igbarabatuan
- Igpalge
- Igtumarom
- Lisub A
- Lisub B
- Mabuyong

- Magdalena
- Nasuli C
- Nato
- Poblacion
- Sagua
- Salvacion
- San Francisco
- San Ramon
- San Roque
- Tagaytay
- Talisayan